# Tha Chin
La Tha Chin (thaï ท่าจีน) est un bras occidental de la Chao Phraya, en Thaïlande. Elle s'en sépare près de Chainat, coule parallèlement à elle dans la grande plaine centrale et se jette dans le Golfe de Thaïlande à Samut Sakhon, environ 35 km à l'Ouest de Bangkok.

## Noms régionaux
La Tha Chin possède de nombreux autres noms. Après sa séparation de la Chao Phraya, elle est nommée la Makhamthao ; en traversant Suphanburi elle devient la Suphan ; à Nakhon Pathom la Nakhon Chaisi. Elle ne prend le nom de Tha Chin qu'à proximité de son embouchure : Tha Chin est également l'ancien nom de la ville de Samut Sakhon. C'est aussi le nom qu'adoptent la plupart des documents scientifiques.

## Hydrographie
Affluents
Parmi les affluents de la Tha Chin, on trouve la Kra Sieo, la Yang, la Tawip, la Chorakhe Sam, la Bang Len et la Chin Si.
Bassin versant
La Tha Chin draine une surface de 13 681 km2. Ce bassin versant fait partie de celui de la Chao Phraya.